# Schizocosa proletaria
Schizocosa proletaria är en spindelart som först beskrevs av Albert Tullgren 1905.  Schizocosa proletaria ingår i släktet Schizocosa och familjen vargspindlar. Inga underarter finns listade i Catalogue of Life.